# Gare de Wyoming
La  gare de Wyoming est une gare ferroviaire canadienne de la ligne de Québec à Windsor. Elle est située à Wyoming, en Ontario. 
C'est un point d'arrêt desservi par des trains Via Rail Canada.

## Situation ferroviaire
Établie à 216 mètres d'altitude, la gare de Wyoming est située sur l'embranchement de Sarnia de la ligne de Québec à Windsor, entre les gares de Strathroy et de Sarnia.

## Service des voyageurs

### Accueil
La gare de Wyoming est un point d'arrêt Via Rail Canada disposant d'un abri chauffé, ouvert 60 minutes avant l'arrivée des trains et 30 minutes après leur départ. Elle est aménagée pour l'accessibilité des personnes en fauteuil roulant.

### Intermodalité
Le stationnement des véhicules est aménagé à proximité.